# 豊中不動尊
豊中不動尊（とよなかふどうそん）は、大阪府豊中市にある不動尊。正式名称は宗教法人豊中不動寺という。山号は紫苑山。宗派は真言宗（単立）。本尊は不動明王。近隣住民からは「豊中のお不動さん」と呼ばれている。祈祷を中心とする祈祷寺でもある。
この不動尊は、万葉集にも詠まれる島熊山の上部にある。

## 歴史
- 昭和37年（1962年）12月8日に創建される。豊中市街地にあった守護尊協会移転の際、島熊山の地主が守護尊協会を吸収し、新しい豊中不動尊として創立した。本尊は島熊山のすぐそばにある。
- 万葉集に詠まれる島熊山の歌、「玉かつま　鳥熊山の夕暮れに　ひとり君か　山路越ゆらむ」の歌碑が、境内に建てられている。

## 境内
- 本堂 - 不動明王を祀る。
- 水かけ不動 - 水をかけられる不動明王を祀る。
- 城白山大神 - 仏教寺院内では珍しい唯一の神社。
- 三宝殿 - 阿弥陀如来、聖観音、釈迦如来を祀る。
- 身がわり観音[1]
- 延命地蔵尊
- 水子地蔵尊
- 無縁供養塔 - 島熊山一帯の霊魂を祀る。

## 年中行事
- 新年祈祷会　1月1日～15日
- 初不動　  1月28日
- 節分　2月3日
- 春彼岸法要　春分の日
- 花まつり・城白山大神祭　4月8日
- 盂蘭盆法要　8月14日
- 地蔵盆　8月下旬
- 秋彼岸法要　秋分の日
- 納め不動　12月28日

## 所在地・交通アクセス
〒560－0002 大阪府豊中市緑丘2丁目14番8号
- 公共交通機関
  - 北大阪急行電鉄 千里中央駅から阪急バス45・49系統、豊中不動尊前下車
  - 大阪モノレール 少路駅より徒歩約10分
- 車
  - 大阪中央環状線 島熊山北・島熊山南交差点北へすぐ。